# Llano Grande, Quechultenango
Llano Grande är en ort i Mexiko.   Den ligger i kommunen Quechultenango och delstaten Guerrero, i den södra delen av landet, 230 km söder om huvudstaden Mexico City. Llano Grande ligger 690 meter över havet och antalet invånare är 696.
Terrängen runt Llano Grande är kuperad åt sydväst, men åt nordost är den bergig. Llano Grande ligger nere i en dal. Runt Llano Grande är det ganska glesbefolkat, med 39 invånare per kvadratkilometer. Närmaste större samhälle är Quechultenango, 15,3 km väster om Llano Grande. I omgivningarna runt Llano Grande växer huvudsakligen savannskog.